# Hjálmar Jónsson
Hjálmar Jónsson, född 29 juli 1980 i Egilsstaðir, är en isländsk före detta fotbollsspelare som senast spelade för IFK Göteborg i Allsvenskan.
Under 2002 flyttade han till IFK Göteborg, från den isländska klubben Keflavík. Under sina år i Göteborg spelade han mestadels som mittback, men kunde även spela vänsterback då han gjort det under tidigare år. Han har spelat 21 A-landskamper och 3 U21-landskamper för Island. Hans moderklubb är Höttur på Island.
Under 2007 utsågs han till Årets ärkeängel av Supporterklubben Änglarna.